# Porong Ri
El Porong Ri és una muntanya de la regió del Langtang, a la Jugal Himal, una secció de la gran serralada de l'Himàlaia. Es troba dins el Parc Nacional de Langtang. Amb 7.292 msnm és la 86a muntanya més alta de la Terra. Té una prominència de 520 metres. El cim es troba al Tibet, a poc més d'un quilòmetre al nord-est de la frontera amb el Nepal i a 7,5 quilòmetres del Shishapangma es troba a 7,5 km al sud-oest.
La primera ascensió al Porong Ri va tenir lloc el 1982 per una expedició japonesa. Formada per 14 persones, el 14 de maig Minoru Wada i Yukio Eto van arribar al cim per la carena nord, però Wada va morir durant el descens.